# Louhi
Louhi – w mitologii fińskiej czarownica, władczyni Pohjoli, Północy, krainy dna. Przypisuje się jej władzę nad ciemnością i zimą. Obiecała rękę swojej córki Väinämöinenowi, jeśli ten wykuje jej czarodziejski młynek Sampo. W efekcie dostał ją Ilmarinen – wieczny kowal. Wcześniej córkę miał dostać Ahti. Jest uosobieniem zła północy i przebiegłości.
Postać Louhi została ostatnio przedefiniowana przez skandynawskie feministki, widzące w niej pierwszą kobietę wyzwoloną.